# Stanisław Kowalczyk (ekonomista)
Stanisław Kowalczyk (ur. 29 sierpnia 1956 w Lublinie) – polski ekonomista, specjalista agrobiznesu i urzędnik państwowy, profesor nauk ekonomicznych. W latach 2003–2005 podsekretarz stanu w Ministerstwie Rolnictwa i Rozwoju Wsi, w latach 2005–2006 prezes Agencji Nieruchomości Rolnych, w latach 2009–2016 Główny Inspektor Jakości Handlowej Artykułów Rolno-Spożywczych.

## Życiorys
Pochodzi z Ożarowa. W 1975 ukończył Technikum Rachunkowości Rolnej w Klementowicach, a w 1979 studia z ekonomiki rolnictwa na Wydziale Ekonomiki Produkcji Szkole Głównej Planowania i Statystyki. W 1985 obronił tam pracę doktorską pt. Usługi produkcyjne w rozwoju indywidualnych gospodarstw rolnych, a w 1992 – rozprawę habilitacyjną pt. Rolnictwo – rozwój – struktura. 29 stycznia 2018 otrzymał tytuł profesora nauk ekonomicznych. Specjalizuje się w rozwoju i globalizacji agrobiznesu oraz bezpieczeństwie i jakości żywności. W 1980 po zakończeniu studiów został pracownikiem naukowym SGPiS (później SGH) – od 1995 jako profesor nadzwyczajny, później także został profesorem nadzwyczajnym Instytutu Ekonomiki Rolnictwa i Gospodarki Żywnościowej – Państwowego Instytutu Badawczego. Autor ponad 300 publikacji z zakresu rozwoju rolnictwa i agrobiznesu, strategii firm i globalizacji agrobiznesu, bezpieczeństwa żywności, jakości żywności oraz fałszowania żywności, a także autor prawie 200 ekspertyz i opinii z zakresu restrukturyzacji i prywatyzacji, fuzji i połączeń firm, strategii firm, globalizacji, agrobiznesu oraz bezpieczeństwa i jakości żywności.
Od lat 70. do 1989 należał do PZPR. Od 1991 do 1997 pozostawał wiceprezesem Nicom Consulting, od 1993 do 1995 pracował jednocześnie w Banku Zachodnim. W latach 1995–1996 związany z Bankiem Gdańskim jako kierownik restrukturyzacji kredytów trudnych, a w latach 1997–1999 – wiceprezes Banku Gospodarki Żywnościowej. W latach 1999–2003 był doradcą prezesa i wiceprezesem-głównym księgowym Agencji Restrukturyzacji i Modernizacji Rolnictwa. Zasiadał w radach nadzorczych spółek i kolegiach redakcyjnych czasopism, został również społecznym konsultantem ds. rolnictwa w Kancelarii Prezydenta RP.
23 lipca 2003 powołany na stanowisko podsekretarza stanu w Ministerstwie Rolnictwa i Rozwoju Wsi, odpowiedzialnego m.in. za rozwój obszarów wiejskich. 14 lipca 2005 odwołany ze stanowiska, został następnie prezesem Agencji Nieruchomości Rolnych (pełnił funkcję do 26 września 2006). W wyborach parlamentarnych w 2005 był liderem listy Sojuszu Lewicy Demokratycznej w okręgu lubelskim (nie uzyskał mandatu, przegrywając z Grzegorzem Kurczukiem). W latach 2006–2009 zastępca Głównego Inspektora, a od 20 stycznia 2009 Główny Inspektor Jakości Handlowej Artykułów Rolno-Spożywczych, pełnił funkcję do 2016.

## Życie prywatne
Był mężem prawnik i wiceminister rolnictwa Darii Kowalczyk (z domu Oleszczuk). Ma syna z poprzedniego małżeństwa.